# باشگاه فوتبال اشینگتون
باشگاه فوتبال اشینگتون (به انگلیسی: Ashington Community Association Football Club) یک باشگاه فوتبال در شهر اشینگتون، کشور انگلستان است که در سال ۱۸۸۳ میلادی تأسیس شده‌است.